# 摩尼教抄本殘頁 MIK III 4979
摩尼教抄本殘頁編號「 4979」（英語：Leaf from a Manichaean Book “MIK Ⅲ 4979”）是一張收藏於德國柏林亞洲藝術博物館的摩尼教泥金裝飾手抄本殘頁斷片，繪製於8–9世紀期間，20世紀初被德國吐魯番考察隊發現於新疆高昌遺址。殘頁長12.4釐米、寬25.2釐米，兩面均有繪製纖細畫插圖，上書以摩尼字母寫成的粟特語、突厥語和中古波斯語文本。

## 描述

### 正面
殘頁正面插圖描畫了一場摩尼教的教會儀典，中間上方正坐一名穿着白袍的高級教士，其頭部已完全損毀，可見他的頸部佩戴一條紅色聖帶，自肩部垂下環繞臂膀一圈。他坐在一張帶有紅色菱形狀花紋裝飾的地毯上，背後有一隻白色攬枕，枕上披掛白色飾帶。教士左手擧起作祝福狀，右手握住一名身穿鎧甲的兵士之手。這位兵士裝扮的男子呈跪姿接受教士的祝福，他很有可能是王子或國王，甚或描繪的就是回鶻王本人，他身後還有三名侍從。教士的右邊（以觀看者的角度，下同）並排跪坐四人，前三名是穿着白袍的選民，最後一名是穿紅袍佩綠色披風的平信徒，應是一名聽者。
畫面下方場景很是引人注目，右邊是跪坐成一排的四位神靈，從圖像特徵來看應是描繪的印度教神祇：自左側起第一位象頭神無疑是智慧之神迦尼薩，第二位野豬頭像的神靈應是毗濕奴的十種化身之一筏羅訶，第三位可能是梵天，最後一位是濕婆。左邊繪有兩位伊朗-摩尼教神祇，同右邊的印度四神相向對視而坐。摩尼教二神下方可見殘存的部份紅色頭光，印度四神下方有殘存的花飾和鴨子圖案。根據德國宗教學家漢斯-約雅金·克里木凱特的研究，描繪四名印度教神祇的目的是為了表達摩尼教最高神「四重偉大之明尊」這一教義，採用印度神祇是因為受到其所在地——中亞東部文化的影響。

### 背面

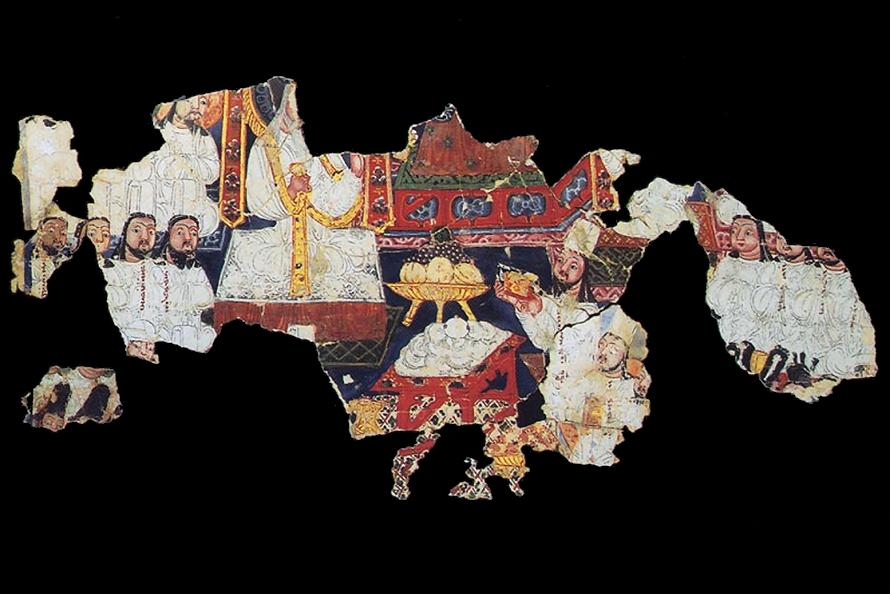
殘頁背面

殘頁背面插圖描畫摩尼教一年一度的宗教慶典庇麻節，用以紀念教主摩尼的殉難。該節是摩尼教一年中最隆重的節日，教徒們在慶典上吟誦讚美詩、祈禱文以紀念摩尼。由於摩尼是在公元276年3月殉難，所以這個慶典很有可能於每年春季擧行。畫面上方設有一個平臺，或有「寶座」的意味，其上覆蓋華美精緻的壁毯。「寶座」左側有一位摩尼教高僧，身着白袍，披掛金色聖帶，鬚髮皆白，左手擧起，右手持杯，其面容頭部已完全損毀。畫面下方的地面上鋪設藍色地毯，擺放着一張鮮紅描金的案几，其上置滿日月狀的白色糕點；案几前方可見一隻三足金盤，裡面盛有晶瑩的水果——葡萄、西瓜、白蘭瓜，這些都是摩尼教徒最鍾愛的食物；案几左邊有兩名跪坐的選民，身穿白袍，其中一名手捧紅邊鑲金的典籍。
整幅畫的背景描繪有四排跪坐的摩尼教信徒，以等級秩序排列。摩尼教有嚴格的教階制度，自上而下分為五個等級：法師（master）、主教（episcopus）、長老（presbyter）、選民（electi）、聽者（auditores）。以此判斷，前三排都是穿戴白冠白袍的選民，第二排選民的白袍上用摩尼字母寫着他們各自的名字；第四排殘存的人像尺寸較小，戴着黑色高冠，應是穿着慶典服裝的聽者。